# Andrea Elliott
Andrea Elliott   (Washington DC, 14 de desembre de 1972) és una escriptora estatunidenca i periodista de The New York Times. Va ser la primera dona a guanyar un premi Pulitzer tant de periodisme (2007) com de literatura (2022), el primer per una sèrie d'articles sobre el xeic Reda Shata, un imam d'origen egipci que viu a Brooklyn, i el 2022 el premi Pulitzer de no-ficció per Invisible Child: Poverty, Survival & Hope in an American City, un llibre sobre Dasani, una noia jove que sobreviu en un situació de sensellarisme a la ciutat de Nova York.

## Trajectòria
Elliott va néixer a Washington DC de mare xilena i pare estatunidenc. Va estudiar Literatura Comparada a l'Occidental College, on va desenvolupar l'interès pel cinema documental. El 1995 va treballar a Xile i Argentina com a productora de La Tierra en que vivimos, un programa de televisió sobre història natural. Després es va traslladar a San Francisco per a codirigir i escriure el documental It's All Good, que explora la subcultura dels patinadors en línia de Los Angeles i Nova York. El 1999 Elliott va matricular-se a la Graduate School of Journalism de la Universitat de Colúmbia.
Elliott es va incorporar a The Miami Herald com a periodista l'any 2000, cobrint la crònica social, l'actualitat judicial i la política llatinoamericana. Va deixar The Miami Herald per The New York Times el maig de 2003, escrivint sobre la reacció contra les persones musulmanes després dels atemptats de l'11 de setembre de 2001 i la radicalització religiosa.
El desembre de 2013 Elliott va publicar Invisible Child, una sèrie de 28.000 paraules i cinc parts per a The Times sobre el sensellarisme infantil a la ciutat de Nova York. Elliott va ampliar la sèrie en un llibre per a l'editorial Random House: Invisible Child: Poverty, Survival and Hope in an American City que es va publicar el 2021.

## Obra publicada
- (2021) Invisible Child: Poverty, Survival & Hope in an American City. New York: Random House. ISBN 978-0-8129-8694-5